# Georgia Simmerling
Georgia Simmerling (* 11. März 1989 in Vancouver) ist eine ehemalige kanadische Freestyle-Skierin in der Disziplin Skicross, frühere alpine Skirennläuferin in den Disziplinen Abfahrt und Super-G sowie ehemalige Radsportlerin.

## Biografie

### Alpiner Skisport und Skicross
Simmerling stammt aus West Vancouver (British Columbia) und startete erstmals 2004 bei FIS-Rennen. Im Nor-Am Cup fuhr sie ab der Saison 2005/06, anfänglich vor allem in den technischen Disziplinen Slalom und Riesenslalom. Ihre größten Erfolge erzielte Simmerling jedoch in Abfahrt und Super-G. In der Saison 2008/09 schaffte sie insgesamt vier Podestplätze in diesen beiden Disziplinen. In der Saison 2009/10 erreichte sie ebenso viele Podestplätze, und zwar jeweils einen in jeder Disziplin, außer dem Slalom. Mit weiteren vier vierten Plätzen erreichte sie Platz vier in der Gesamtwertung, Platz zwei in der Super-G-Wertung und wie schon im Vorjahr Platz zwei in der Abfahrtswertung. In der Saison 2010/11 erzielte sie mit einem Sieg in Aspen den dritten Platz im Nor-Am-Abfahrtsklassement.
Am 7. Dezember 2008 hatte Simmerling ihr Weltcup-Debüt beim Super-G von Lake Louise. Ein Jahr später gewann sie bei diesem Super-G mit Rang 29 die ersten und einzigen Weltcuppunkte. Ende Januar 2010 wurde sie für die Olympischen Spiele in Vancouver nachnominiert. Vor der tückischen Olympiaabfahrt in Whistler-Blackcomb zog der Verband Simmerling wegen fehlender Trainingsfahrten zurück, bei der Kombinationsabfahrt am folgenden Tag konnte sie wegen einer leichten Verletzung nicht starten. Im Super-G gab sie ihr Olympiadebüt und belegte Platz 27.
Im Winter 2010/11 gewann Simmerling im Nor-Am-Cup eine Abfahrt und erzielte in derselben Disziplin einen weiteren Podestplatz. Sie entschloss sich daraufhin, zu den Freestylern zu wechseln und künftig in der Disziplin Skicross zu starten. Ihr Debüt im Freestyle-Weltcup hatte sie am 17. Dezember 2011 in Innichen, wo sie auf Platz 13 fuhr. Die erste Podestplatzierung gelang ihr ebenfalls in Innichen, als sie am 23. Dezember 2012 Zweite wurde. In der Weltcupsaison 2013/14 kamen zwei dritte Plätze hinzu. Bei den Olympischen Winterspielen 2014 in Sotschi fuhr Simmerling auf Platz 14. In der Saison 2014/15 erzielte sie im Weltcup zweimal einen zweiten Platz.
Im November 2016 etablierte sich Simmerling im Skicross in der erweiterten Weltspitze. In der Weltcupsaison 2016/17 wurde sie je einmal Zweite und Dritte. Hinzu kamen sechs weitere Top-10-Platzierungen. Ähnlich erfolgreich war sie zu Beginn der Weltcupsaison 2017/18 mit erneut je einem zweiten und dritten Platz sowie fünf weiteren Ergebnissen unter den besten zehn. Beim Rennen in Nakiska am 20. Januar 2018 stürzte sie schwer und erlitt Brüche in beiden Beinen, was es ihr unmöglich machte, an den Olympischen Winterspielen 2018 teilzunehmen. Im Mai 2018 gab sie bekannt, dass sie sich aus dem Skisport zurückziehen und sich künftig auf den Radsport konzentrieren werde.

### Radsport
Bei den Freestyle-Weltmeisterschaften 2015 am Kreischberg erlitt Simmerling einen Bruch des Handgelenks und musste die Saison vorzeitig abbrechen. Bereits eine Woche nach der Operation begann sie mit dem Training für den Bahnradsport in der Disziplin Mannschaftsverfolgung, da sie an den Olympischen Sommerspielen 2016 teilnehmen wollte. Mitte Januar 2016 hatte sie in Hongkong ihr Debüt im Bahnrad-Weltcup, wo ihr Team auf Anhieb gewann. Anfang März folgten die UCI-Bahn-Weltmeisterschaften 2016 in London, wo sie die Silbermedaille gewann. Mit diesen Erfolgen schaffte sie die Nomination für die Olympischen Spiele in Rio de Janeiro. Dort gewann sie gemeinsam mit Laura Brown, Kirsti Lay, Jasmin Glaesser und Allison Beveridge die Bronzemedaille.
2019 wurde Georgia Simmerling zweifache Panamerikameisterin, in Einer- sowie mit Annie Foreman-Mackey, Ariane Bonhomme und Allison Beveridge in der Mannschaftsverfolgung. In der Einerverfolgung wurde sie zudem nationale Meisterin.

### Privatleben
Simmerling ist die Lebensgefährtin von Stephanie Labbé, der Torfrau des kanadischen Fußballnationalteams (Stand 2018).

## Erfolge

### Skicross
Olympische Spiele
- Sotschi 2014: 14. Skicross

Weltmeisterschaften
- Voss 2013: 13. Skicross
- Kreischberg 2015: 26. Skicross

Weltcup
- 9 Podestplätze

Weltcupwertungen
| Saison  | Gesamt | Gesamt | Skicross | Skicross |
| Saison  | Platz  | Punkte | Platz    | Punkte   |
| ------- | ------ | ------ | -------- | -------- |
| 2011/12 | 109.   | 5      | 29.      | 49       |
| 2012/13 | 38.    | 30     | 8.       | 295      |
| 2013/14 | 24.    | 33     | 6.       | 364      |
| 2014/15 | 54.    | 18,64  | 14.      | 205      |
| 2016/17 | 47.    | 27,69  | 11.      | 360      |
| 2017/18 | 22.    | 37,30  | 6.       | 373      |

### Ski Alpin
Olympische Winterspiele
- Vancouver 2010: 27. Super-G

Juniorenweltmeisterschaften
- Formigal 2008: 34. Super-G, 38. Riesenslalom, 40. Abfahrt
- Garmisch-Partenkirchen 2009: 38. Super-G, 40. Riesenslalom

Weltcup
- 1 Platzierung unter den besten 30

Nor-Am Cup
- Saison 2007/08: 6. Gesamtwertung, 6. Abfahrtswertung, 6. Super-G-Wertung, 5. Kombinationswertung
- Saison 2008/09: 7. Gesamtwertung, 2. Abfahrtswertung, 5. Super-G-Wertung, 9. Riesenslalomwertung
- Saison 2009/10: 4. Gesamtwertung, 2. Abfahrtswertung, 2. Super-G-Wertung, 6. Riesenslalomwertung, 6. Kombinationswertung
- Saison 2010/11: 3. Abfahrtswertung
- 10 Podestplätze, davon 1 Sieg:

| Datum            | Ort   | Land | Disziplin |
| ---------------- | ----- | ---- | --------- |
| 14. Februar 2011 | Aspen | USA  | Abfahrt   |

Weitere Erfolge
- 3 Siege im South American Cup
- 3 Siege in FIS-Rennen

### Radsport
2015
- Kanadische Meisterin – Mannschaftsverfolgung (mit Laura Brown, Stephanie Roorda und Jasmin Glaesser)

2016
- Olympische Spiele – Mannschaftsverfolgung (mit Laura Brown, Kirsti Lay, Jasmin Glaesser und Allison Beveridge)
- Bahnrad-Weltcup in Hongkong – Mannschaftsverfolgung mit (Laura Brown, Annie Foreman-Mackey und Stephanie Roorda)
- Bahn-Weltmeisterschaften – Mannschaftsverfolgung (mit Allison Beveridge, Kirsti Lay und Jasmin Duehring)

2019
- Panamerikameisterin – Einerverfolgung, Mannschaftsverfolgung (mit Annie Foreman-Mackey, Ariane Bonhomme und Allison Beveridge)
- Kanadische Meisterin – Einerverfolgung

2020
- Kanadische Meisterin – Einerverfolgung